# Bárdos Sándor
Bárdos Sándor (Mezőtúr, 1904. május 27. – Esztergom, 1978. október 22.) labdarúgó, labdarúgó szakedző, mesteredző, sportpolihisztor. Testnevelő, első osztályú minősítésű labdarúgó játékvezető, sportszervező, sportvezető, az MLSZ tagja, játékosmegfigyelő, megyei szövetségi kapitány, megyei tanfelügyelő, a megyei sporttestület elnökségi tagja. Ezen felül műszerész, elektrikus.

## Pályafutása

### Játékosként
Pályafutását a patinás nagynevű klubban, a Budapesti TC-ben kezdte. 1923-ban költözött Dorogra és átigazolt a Dorogi AC-hoz, amely éppen akkor indult először az MLSZ által működtetett hivatalos bajnokságban. Gyakorlatilag teljes aktív labdarúgó éveit a dorogi csapatban töltötte, ahol 20 évet játszott. Közel 40 évesen vonult vissza. Részese volt a csapat valamennyi korabeli sikerének és nem kis mértékben járult hozzá ahhoz, hogy a dorogi csapat jelentős hazai klubbá vált. 1924-ben bajnokságot nyert a csapattal, miután megnyerték a Közép-Magyarországi Kerület Váci alosztályát. Pályafutása során további hat alkalommal szerzett bajnoki címet, valamennyit az amatőr bajnokság másodosztályában (1927, 1928, 1929, 1932, 1935 és 1939.). Kétszer játszott kupadöntőt a Corinthian Kupában (1928 és 1929), és tagja volt a Magyar Kupában a negyeddöntőig menetelt csapatnak is, amelyet a profiligás Szeged állított meg. A kerületi döntő sikereinek részese, ahol 1928-ban a Szolnokot 1–0-ra, a Diósgyőrt 7–0-ra verték, valamint az országos döntőben pedig a Pécs elleni 5–2-es győzelemnek 1932-ben. Szinte állandó tagja volt a kerület- és az amatőr válogatottnak. Edzői Nagy Sándor és Stolmár Károly voltak.

### Edzőként
A labdarúgó pályafutása után labdarúgó szakedzői, majd mesteredzői képesítést szerzett. Első edzői tevékenységeként Esztergomban a MOVE csapatát vezette, amellyel a Felvidéki bajnokság I. osztályába jutottak 1944-ben. 1945-ben már az NB. I-be jutott dorogi csapat vezetőedzője. Irányítása alatt számos egykori csapattársa volt, mint Turai Lajos, Klausz József, Csermák János, Pfluger Dezső, Grosics Gyula, Farkas Imre, vagy Lampert Mátyás. Vezetésével a Dorog nem csak a biztos bennmaradást harcolta ki. A csapatnak menet közben sem voltak kiesési gondjai, annál inkább örvendeztette meg szurkolóit és ejtette ámulatba az ország szakembereit. A játékosok a legjobbak között is ugyanolyan jól és hatékonyan játszottak, mint az azt megelőzően az alsóbb osztályban. Minden ellenfele ellen egyenrangúak tudtak lenni.
A csapat a legjobban szereplő újonc volt, amely számos nagy múltú vetélytársat is maga mögé utasított, miután a 28-as mezőnyből a 12. helyet szerezték meg. Ez nem kis bravúrnak számított annak idején. Nevéhez fűződik a dorogi csapat minden idők egyik legnagyobb arányú győzelme az első osztályban, amelyet a Dózsa MADISZ ellen nyertek 9:0 arányban, ráadásul idegenben. A siker ellenére mégsem maradt a csapatnál az új évadban. A pontos okok nem ismertek, hogy miért döntött edzőváltás mellett a klub vezetősége, mindenesetre végzetes húzásnak bizonyult, hiszen az újonnan érkezett tréner, Návay Ambrus kritikán aluli őszi szezont produkált ugyan azzal a kerettel, amely Bárdos keze alatt az NB. I legkellemesebb színfoltja volt az 1945-46-os bajnokságban. A tavaszi folytatásra érkezett kiváló Szabó Péter edző és Buzánszky Jenő leigazolása után szárnyra kapott és ragyogó szezont produkáló gárda sem tudta helyre hozni, amit az őszi szereplés elrontott és ha még csak gólaránykülönbségnek köszönhetően is, de kiesett a Dorog az NB I-ből 1947-ben.
Sokak szerint Bárdosnak kellett volna maradnia, akkor egészen biztosan nem estek volna ki. Bárdos ekkor azonban már a Viscosa vezetőedzőjeként munkálkodott már, amellyel sporttörténelmet írt, miután 1948-ban az NB II-ig vezette csapatát és a másodosztályban is ütőképesek voltak. Az 1948-49-es idényben a Dorog ellenfeleként szerepelt a Viscosa edzőjeként az NB II-ben, azonban nem tudott meglepetést szolgáltatni, miután a dorogiak oda-vissza nyertek. Az 1949–50-es szezonban a Dorog az NB I-be jutott ismét, Bárdos pedig visszatért a dorogi klubhoz, de ekkor már mint sportvezetői tisztségben szolgálta tovább az anyaegyesületét.

### Egyéb sporttevékenységei
A dorogi klub vezetőségének választmányi tagja, valamint a csapat intézője volt. Ezen felül testnevelő tanár a dorogi Petőfi és Dózsa iskolákban, fáradhatatlan sportvezető és sportszervező. A verseny- és diáksport mellett fontosnak tartotta valamennyi korosztály sportolási és mozgási lehetőségeinek támogatását. Erőfeszítései az üzemi sportokra is kiterjedtek. Tevékenységeivel és elhivatottságával Stolmár Károly méltó utóda lett. Ahogy a két világháború közötti időszakban, úgy az 1950-es, 1960-as években is szinte minden dorogi és környékbeli gyermek egyesületi szinten sportolt. Hatalmas sportszeretete további megnyilvánulása, hogy játékvezetői vizsgát, majd NB. I-es minősítést szerzett. Egyik legemlékezetesebb bírói tevékenysége az 1949-ben a magyar válogatott A és B csapatainak a Dorog első- és tartalékcsapatai ellen Dorogon lejátszott mérkőzéseinek vezetése volt. Az 1950-es – 1960-as évek egyik legelismertebb és legfoglalkoztatottabb sportszakembere. Megyei szövetségi kapitánynak nevezték ki, a megyei sporttestület elnökségi tagjának választották, ezen felül az MLSZ tagjaként is tevékenykedett, valamint a labdarúgó válogatottnál Sós Károly szövetségi kapitány munkáját is segítette és játékosmegfigyelő volt, amellyel a legtehetségesebb labdarúgókat igyekezett felkutatni a válogatott számára. Nem kis szerepe volt többek között Buzánszky Jenő játékának elősegítésében a nemzeti csapatnál. Mindemellett iskolai tanfelügyelő és labdarúgó-edző tanfolyamok vezetője is volt.

## Civil munkakör, kitüntetések
A sport mellett civil foglalkozása a Dorogi Szénbányáknál volt. 1964-ben vonult nyugdíjba, mint a dorogi bánya Szolgáltató Üzem fatelepeinek körzetvezető-helyettese. Munkásságát Kiváló Dolgozó kitüntetéssel, sporttevékenységeit Sport Érdemérmekkel ismerték el.

## Családja
Házasember volt, gyermekei; ifj.Bárdos Sándor (1940) és Bárdos Annamária (1945) Dorogon születtek. Fia bányagépész, bányavillamossági mérnök és fejlesztési kutató. Számos világhírű cégnek is dolgozott Kanadában és az Amerikai Egyesült Államokban. Leánya neves ipar- és keramikusművész, grafikus és tanító, aki tanított a dorogi Eötvös iskolában, majd a Vitéz János Római Katolikus Tanítóképző Főiskola adjunktusa. A Magyar Alkotóművészek Országos Egyesületének elnökségének tagja.